# Wasserwerk (Nürnberg)
Der statistische Distrikt Wasserwerk ist ein Teil von Erlenstegen in der Östlichen Außenstadt Nürnbergs. Der PLZ-Bezirk ist 90491. Wasserwerk liegt etwa 5 km nordöstlich des Zentrums von Nürnberg.

## Lage
Der Distrikt Wasserwerk grenzt im Norden an den Distrikt 912 Kohlbuck, im Westen, Süden und Osten an die Pegnitz.

## Geographie
Das Gebiet wird im östlichen Teil vom Schneidersbach von Süden nach Norden durchflossen, wo dieser in die Pegnitz mündet. Im äußersten Westen mündet der Tiefgraben und im Bereich des Wasserwerks der Langwassergraben ebenfalls in die Pegnitz.

## Landschaftsschutzgebiet Pegnitztal-Ost
Nahezu das gesamte Gebiet liegt im Landschaftsschutzgebiet Pegnitztal Ost (LSG-00536.05).

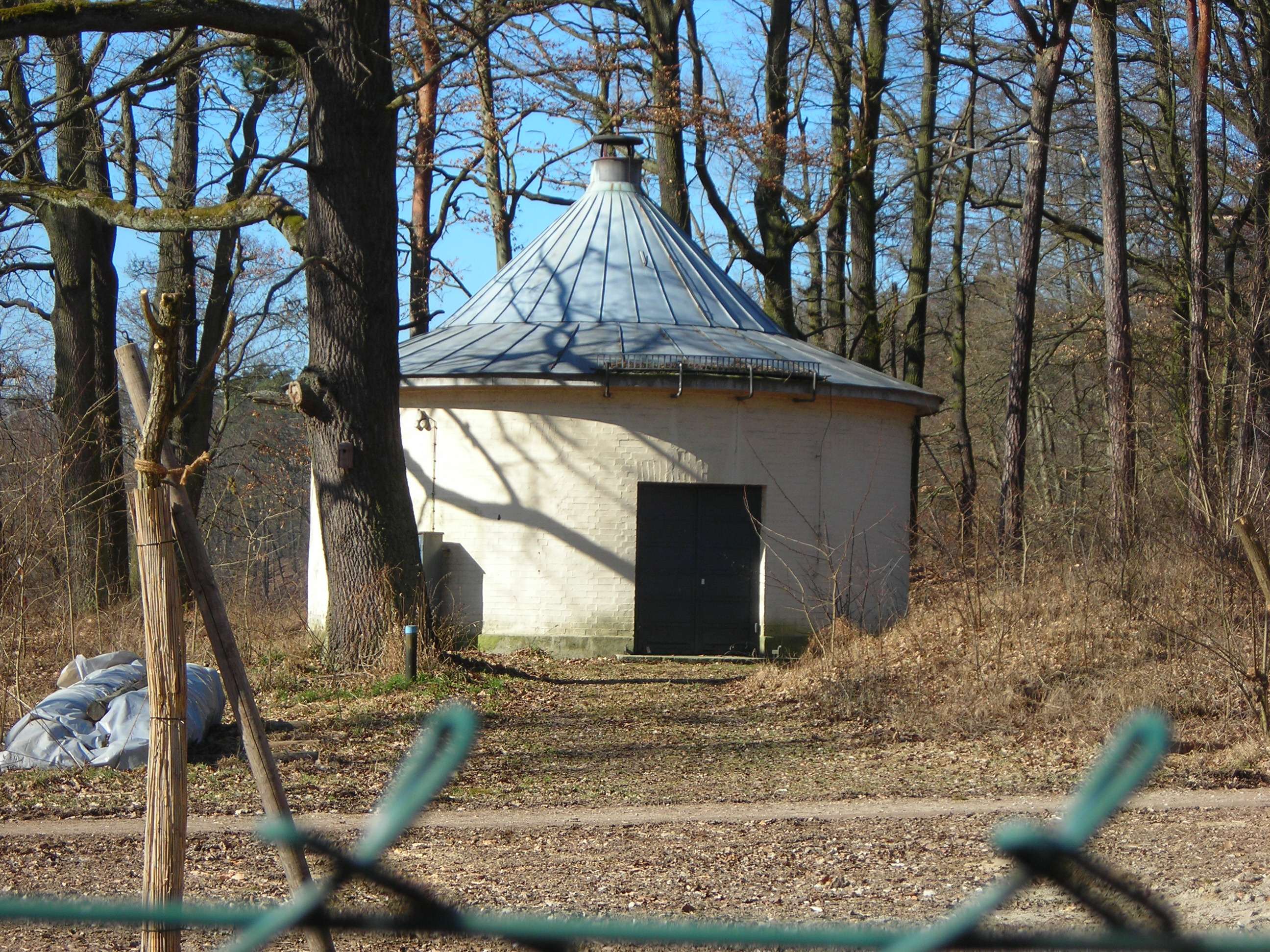
Wasserwerk Erlenstegen Pumpstation